# USA's Grand Prix West
USA's Grand Prix West var et Formel 1-løb som i 1975-1983 blev arrangeret på Long Beach, Californien. Efter 1983 vendte det tilbage som Long Beach Grand Prix i CART-serien.

## Vindere af USA's Grand Prix West
| År   | Kører             | Konstruktør   | Bane       | Rapport |
| ---- | ----------------- | ------------- | ---------- | ------- |
| 1983 | John Watson       | McLaren-Ford  | Long Beach | Rapport |
| 1982 | Niki Lauda        | McLaren-Ford  | Long Beach | Rapport |
| 1981 | Alan Jones        | Williams-Ford | Long Beach | Rapport |
| 1980 | Nelson Piquet     | Brabham-Ford  | Long Beach | Rapport |
| 1979 | Gilles Villeneuve | Ferrari       | Long Beach | Rapport |
| 1978 | Carlos Reutemann  | Ferrari       | Long Beach | Rapport |
| 1977 | Mario Andretti    | Lotus-Ford    | Long Beach | Rapport |
| 1976 | Clay Regazzoni    | Ferrari       | Long Beach | Rapport |